# Alex Drake
Alexandra "Alex" Drake é uma personagem fictícia criada por I. Marlene King e retratada por Troian Bellisario para a série de televisão americana Pretty Little Liars. Ela foi oficialmente apresentada durante o episódio final da série "Till Death Do Us Part", revelando ser a irmã gêmea idêntica de Spencer Hastings, bem como a indescritível "A.D.". Alex acreditava que as "Liars" sabiam quem era o responsável pelo homicídio de Charlotte e também substituía fisicamente a Spencer, devido a estar com inveja da vida que ela era capaz de ter. Ela foi adotada por uma rica família britânica que mais tarde a abandonou, obrigando Alex a morar em vários lares adotivos e orfanatos durante grande parte da sua infância.
Sua personagem é uma homenagem para a dupla história de Alison e Courtney DiLaurentis, personagens da série de livros Pretty Little Liars.

## Desenvolvimento

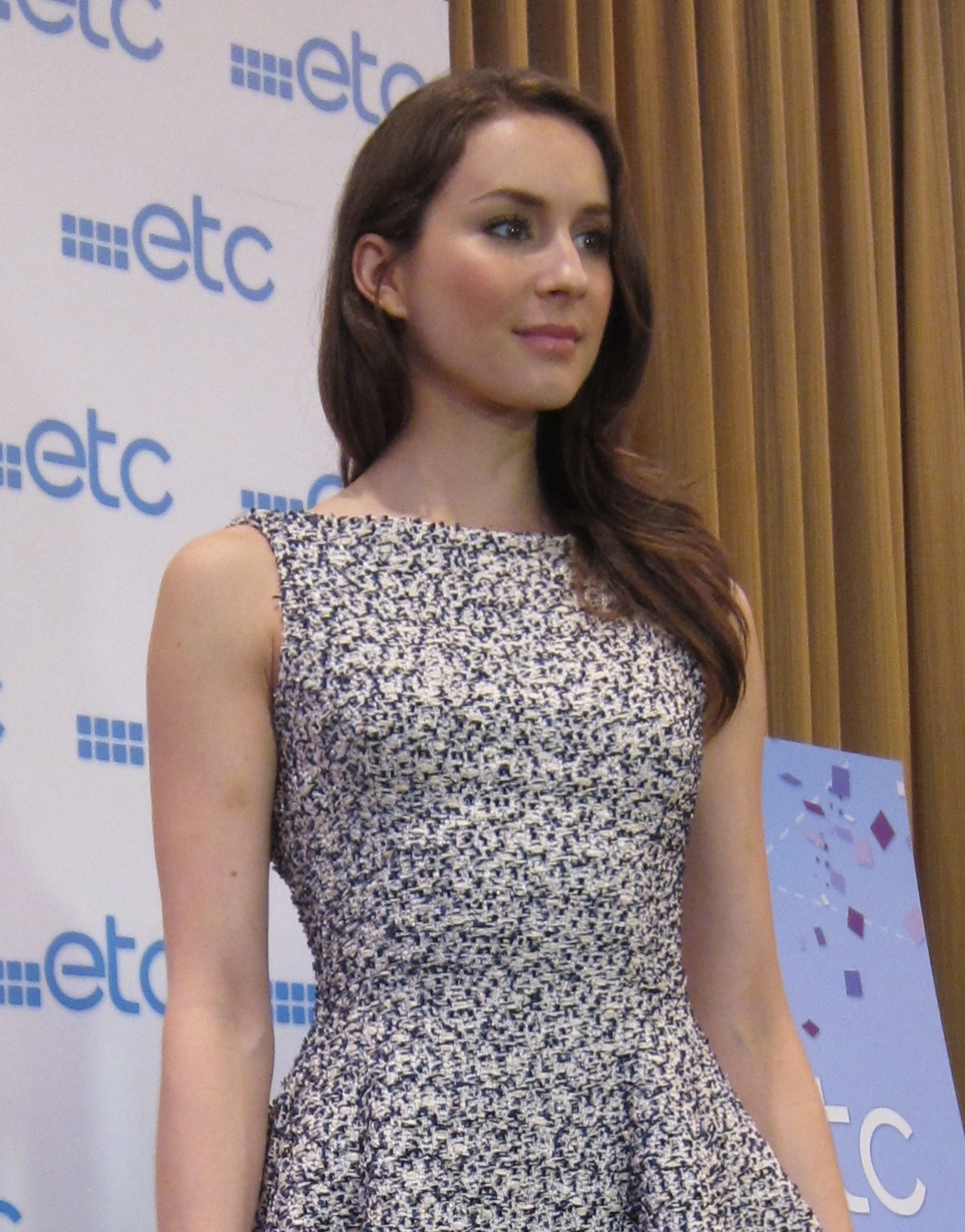
Troian Bellisario, intérprete de Alex Drake e Spencer Hastings

Bellisario foi escalada como Spencer Hastings, em novembro de 2009. Alex é a irmã gêmea idêntica de Spencer, cuja existência era desconhecida até o episódio final da série. Durante uma entrevista para a revista Elle, Bellisario, revelou que I. Marlene King, a criadora do show, estava planejando introduzir a irmã de Spencer desde 2014, quando a quinta temporada do show começou a ser exibida. Ela também comentou que King era inicialmente duvidoso para o enredo, já que a ABC Family (atualmente, Freeform) não estava decidida se o show fosse mais adiante. No entanto, no final da sexta temporada, King avisou a Bellisario que eles estavam mantendo-se fiel ao plano, então eles começaram a trabalhar na história e nas características da personagem.
De acordo com Bellisario, a diferença entre Alex e Spencer é que "Spencer, aborda as coisas com sua cabeça e seu coração, e Alex aborda as coisas com a cabeça e a virilha. Isso não quer dizer que ela não tem coração ou sentimentos, mas ela ficou realmente boa em colocar uma grossa camada de armadura em seu coração." Referida como a "vilão final" da série, Alex é uma "garota Essex", cujo retrato foi influenciado pelo falecido cantor Sid Vicious. Ela é uma mulher manipuladora que pode facilmente se disfarçar e passar-se por Spencer. Alex estava desesperada para assumir a vida de sua irmã gêmea, desde que Spencer tinha apoio de amigos e família, enquanto Alex foi duas vezes abandonada, e forçada a viver em seus próprios termos.

## Antecedentes
Alex é filha de Mary Drake e Peter Hastings. Mary entrou em um restaurante e correu para Peter Hastings. Ela aproveitou o momento para se passar por sua irmã, Jessica DiLaurentis, a quem Peter tinha anteriormente um caso. Mary acabou seduzindo ele e o seu breve encontro sexual resultou em outra gravidez. Depois, Mary deu à luz a duas gêmeas idênticas, no Sanatório Radley, uma instituição mental, onde tinha sido re-internada várias vezes. A primeira nascida, Spencer Hastings, foi tirada dela como sua primeira filha Charlotte Drake e colocada nos cuidados de seu pai biológico, junto com sua esposa, Veronica Hastings.
A existência de Alex era desconhecida para Peter e Veronica desde que ela nasceu minutos depois que Spencer foi dada a eles no pós-parto. Mary, desesperada para escapar do Radley, permitiu que o Doutor Cochran organizasse a adoção de Alex em troca de US $500.000 e um pedido de demissão do hospital psiquiátrico. Alex foi mais tarde adotada por um rico casal britânico. No entanto, ela começou a desenvolver problemas de saúde mental muito cedo, e a família que cuidava dela se recusou a manchar sua reputação. Alex, em seguida, foi retirada de sua mãe adotiva, e colocada em um orfanato com seu nome de nascimento. Em seu décimo aniversário, Alex fugiu do Ambrose Home, um ano antes de Mary descobrir que ela não estava mais lá. Em seguida, ela passou por vários lares adotivos e orfanatos durante grande parte da sua infância.
Ela viria a obter um trabalho de bartender, onde ela encontraria Wren Kingston, que, originalmente, a confundiu com Spencer. Os dois começaram um relacionamento romântico, e Wren disse a Alex sobre a sua relação sanguínea com Spencer, Charlotte, e Mary. Alex conheceu Charlotte quando ela voou para Paris ao encontro dela. Ambas ficaram extremamente próximas e se chamaram de irmãs. Wren e Alex, eventualmente, se apaixonaram, e Kingston decidiu trabalhar com Charlotte, e, mais tarde, com Alex quando ela decidiu assumir o jogo e vingar o homicídio de sua meia-irmã.

## História

### 6ª Temporada
Pelo fim do "Of Late I Think of Rosewood", Alex faz sua primeira aparição como uma entidade anônima, embora ela só aparece atrás da janela do carro de vidro durante o rescaldo do funeral de Charlotte. Enquanto dentro de sua limusine, ela escuta "Crazy" de Patsy Cline.
Durante a cena final de "Charlotte's Web", em luto Alex coloca flores frescas na sepultura de sua meia-irmã ao lado de Jessica DiLaurentis e caminha para um veículo preto. Antes de entrar no carro, seu motorista da as condolências.
Alex começa a ser oficialmente o mais recente, "A" no "The Gloves Are On", depois de ganhar a posse dos antigos pertences de Charlotte. Ela envia uma mensagem de texto para as Liars (menos Alison), ameaçando-as de expor o assassino de Charlotte. Depois, ela abre uma caixa que contém uma assinatura de preto com capuz e despeja-lo em um balde de lixo, mas não antes de ir para a internet para procurar por "UNIFORMES".
Em "New Guys, New Lies", Alex tira fotos de Spencer sentada do lado de fora do The Brew. Mais tarde naquele dia, fantasiada como um carteiro, ela assiste a Emily sentada dentro da casa dos Montgomery da janela. No momento final do episódio, Alex, vestida como um velho concierge do hotel, faz o seu caminho em uma limousine preta removendo seu disfarce, indicando ainda que ela esconde máscaras de látex para se esconder à vista, enquanto está perseguindo as meninas.
Durante o "Do Not Disturb", ela continua a chantagear as Liars assinando suas mensagens com emojis, levando-os a alcunha de "A-moji". Alex instrui Hanna a entregar a unidade de backup do The Radley. Ela a observa de dentro de um veículo preto quando ela sai do carro em uma lata de lixo. Quando ela se conecta ao laptop, Caleb aparece na tela, enviando uma mensagem de vídeo antes que um vírus que corrompe seus arquivos seja espalhado pelo computador.
No final de "Where Somebody Waits For Me", ela é vista limpando uma central elétrica no porão secreto do Radley enquanto escuta "Whistle While You Work" de Branca de Neve e os Sete Anões.
Enquanto Hanna, Emily e Alison entraram no armário do quarto de hotel de Sara em "We've All Got Baggage", Alex, vestida como empregada, entra em outro quarto. À medida que as Liars escapam, ela volta ao quarto depois de ter ouvido o barulho e remove seu disfarce. Ainda vestindo as luvas de limpeza durante a sequência final do episódio, Alex lê um manual para um controle remoto universal. Ao lado deles, há uma fatia de bolo de casamento branco que significa que eles provavelmente participaram do casamento de Byron e Ella.
Em "Did You Miss Me?", Hanna Marin mente para Alex através de um texto afirmando que ela é responsável pelo homicídio de Charlotte, que culmina com os eventos do episódio seguinte. Hanna é raptada por Alex e mantida em cativeiro em um galpão na floresta fora de Rosewood. Ao mesmo tempo, Mary e o ex-psiquiatra de Charlotte, Elliott, trabalham em sua agenda maliciosa para ganhar dinheiro com Alison, inconsciente da existência de Alex. Alison é voluntariamente aceita no Welby State Psychiatric Hospital. 51% das ações do Grupo Carissimi são desviadas no momento em que ela assina sua entrada no hospital.

### 7ª Temporada
Durante "Tick-Tock, Bitches", Alex mantem Hanna no cativeiro e a tortura. Alex envia uma foto de Hanna gravemente abusada, alertando que eles só têm 24 horas para encontrar o assassino de Charlotte em troca de Hanna em segurança. As Liars e os outros admitem acreditar que Alison matou Charlotte e se propuseram a encontrar provas. Aria e Ezra vasculham a residência dos DiLaurentis e são quase apanhados por Elliott. No hospital psiquiátrico, Alison, num estado drogado, parece admitir para Emily que matou Charlotte. Depois que Aria se lembra de ter visto alguém com uma jaqueta vermelha, seguindo Charlotte na noite em que ela foi assassinada, Emily encontra a jaqueta na casa de Alison. Caleb entrega a prova a Alex para resgatar sua ex-namorada. Alex também faz sua primeira aparição na tela durante o episódio. Ela aparece como Spencer e Hanna deduz que sua interação é um sonho. Sua conversa culmina em Hanna conseguindo escapar do cativeiro, sendo mais tarde encontrada na floresta por Mary.
Em "Bedlam", Hanna é conduzida por Mary até a casa de Spencer. Alguém toca na porta e Ezra abre. Ele encontra uma jarra de flores com uma mensagem de "A.D.". Aria, Emily e Spencer se encontram com Elliott para aproveitar a oportunidade para visitar Alison, pois ele continua a negar isso. Enquanto Rollins conversa com alguém por telefone, as meninas recebem uma nova mensagem de texto de "A.D." e elas percebem que o perseguidor talvez não esteja tão longe quanto elas pensam. Mary conta para Spencer a razão pela qual ela estava no Radley em sua adolescente. Jessica estava cuidando de Teddy Carver, quando telefonou para Mary para substituí-la para que pudesse ir em um encontro com Matt Brooks. Enquanto estava de babá, o bebê morreu sob os cuidados de Mary e ela foi enviada para o Radley Sanitarium como consequência. Mary disse aos pais do bebê que ela nem sequer tocava o menino e que era culpa de sua irmã, mas ninguém acreditou em sua palavra porque Jessica manipulava as pessoas para pensar que ela era volátil. O episódio termina com Alison sendo drogada por Alex e levada a uma sala de cirurgia, onde ela coloca os óvulos de Emily em Alison.
Durante "The Talented Mr. Rollins" e "Hit and Run, Run, Run", as Liars tentam resgatar Alison de Welby para protegê-la das ameaças de A.D. Ela consegue escapar de Rollins, que a persegue até a floresta, onde Hanna, distraída, o atinge com seu carro. As garotas enterram o corpo sem vida de Elliott na floresta e, com a ajuda de Mona, que esconde todas as evidências que as ligam a Rollins. No hospital psiquiátrico, Alison finalmente se entrega à Aria sobre a noite em que Charlotte morreu. Ela seguiu sua prima até a igreja e subiu a torre do sino, onde discutiram sobre o envolvimento romântico de Elliott com Alison. Ali deixou o prédio depois que Charlotte acusou sua prima de apenas visitá-la para se aproximar de Rollins. Mona intervém com um plano de encobrimento para ajudar as meninas, para melhor ou pior. Jenna volta a Rosewood e revela-se na folha de pagamento de Elliott por razões não reveladas. Enquanto Hanna e Mona estão procurando o bracelete de ouro de Hanna no carro de Elliott, elas acham o item e, posteriormente, o telefone de Elliott toca. Mona atente a chamada, e o indivíduo no outro lado da linha é revelado como Jenna, que se refere a Elliott como 'Archer'.

## Recepção
A introdução da personagem e a revelação subseqüente como a antagonista final da série foram encontradas com uma resposta profundamente polarizante. Muitos espectadores expressaram uma insatisfação considerável em relação à antecedência de Alex e aos motivos. Além disso, o desempenho do Troian Bellisario enfrentou críticas mistas, com o sotaque britânico, em particular, sendo criticado.
Alguns críticos de televisão estavam dando boas vindas ao giro. Gavin Hetherington do SpoilerTV apreciou a revelação de Alex como "A.D." E sua conexão com Spencer, afirmando que estava "realmente bem feito". Yana Grebenyuk do TVFanatic ecoa os mesmos sentimentos de louvor, escrevendo que "Alex entregou acima e além do que um gêmeo de Spencer poderia realmente ser. Ela era verdadeiramente tudo que A.D. deveria ter sido, inclusive implacável e pronto para matar qualquer pessoa a caminho".